# Zillion
Zillion es una serie de anime de 31 episodios. Fue transmitido por Nippon Television desde el 12 de abril de 1987 al 8 de noviembre de 1987 y fue producido por Tatsunoko Production y Sega. Fue el primer trabajo del estudio Production I.G. Partes del anime se ven en el vídeo Scream de Michael y Janet Jackson. Parte de la producción de Zillion utilizó material de lo que iba a ser la serie animada Robotech II: Los Centinelas.

## Argumento
La historia transcurre en el planeta Maris en el año 2387. En esta época, los Nozas inició un programa de genocidio a matar a todos los seres humanos para poner huevos y se reproducen en el planeta. Aparecen tres misteriosas pistolas apodadas el "sistema de arma Zillion" y tres adolescentes (JJ, Champ y Apple) son elegidos para ejercer como los Caballeros Blancos' para luchar contra los Nozas.